# Luis Falcon
Luis Falcón, (né le 3 septembre 1970 à Las Palmas de Gran Canaria, Espagne) est un ingénieur en informatique et docteur espagnol, fondateur de l'ONG appelée GNU Solidario et développeur de logiciel du programme GNU Health.

## Biographie
Luis Falcón est né à Las Palmas de Gran Canaria, en Espagne, en 1970. Il est diplômé en informatique aux États-Unis et en médecine en Argentine. En 2009, il a fondé GNU Solidario, une organisation à but non lucratif axée sur la santé et l'éducation par le biais de logiciels libres.

## GNU Solidario: logiciel libre dans la santé et l'éducation
Falcón soutient l'adoption du logiciel libre dans l'administration publique. GNU Solidario, l'organisation qu'il a fondée en 2009, travaille pour rendre la santé publique et l'éducation universellement accessibles.
Dans son discours, Le Logiciel Libre, Catalyseur de la Libération, de la Justice Sociale et de la Médecine Sociale, définit le logiciel libre comme mouvement, philosophie et activisme. Selon Falcón, l'utilisation de logiciels brevetés dans l'administration publique est une contradiction dans les termes.

### Éducation publique

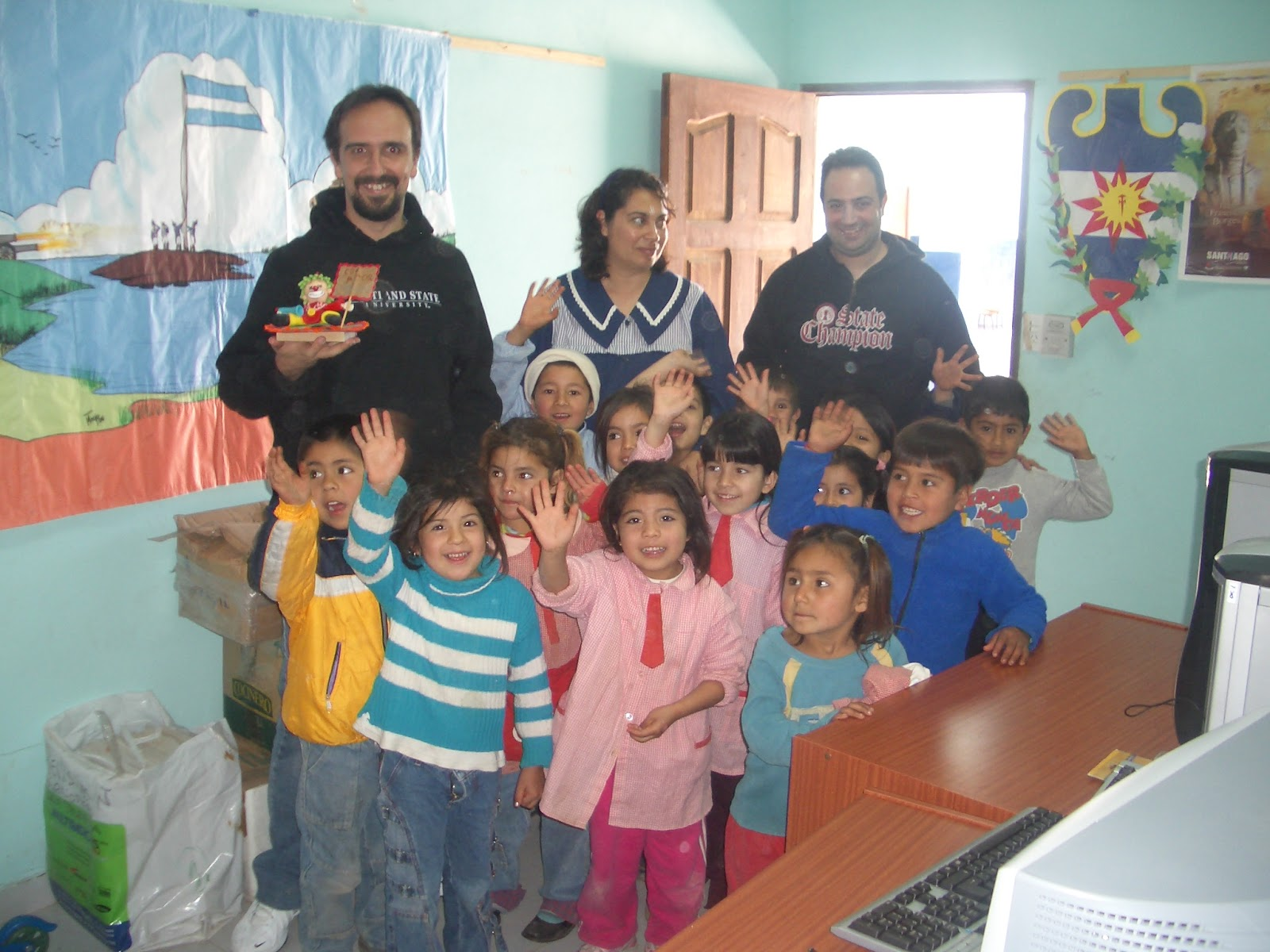
Luis Falcon à l'école de Santiago del Estero, 2006

Les projets initiaux créés par Luis Falcón sont liés à l'éducation publique.
Après avoir observé les réalités de beaucoup d'enfants dans ces écoles, il ajoute la médecine sociale pour améliorer les déterminants socio-économiques de la santé dans les communautés. Il conçoit l'éducation et la santé comme la base du développement et de la dignité de la société.

### IWEEE
En 2010 Falcón a organisé le premier atelier international sur la cybersanté dans les économies émergentes - IWEEE - dans le but de rassembler diverses organisations pour partager leurs expériences et chercher des moyens d'améliorer la vie de millions d'êtres humains dans les pays en développement. IWEEE est une conférence non technique dans laquelle des institutions académiques, des organisations humanitaires et des collectifs sociaux se réunissent pour présenter et débattre de questions sociales, médicales et de eSanté (eHealth).
Depuis le premier événement, en 2010, IWEEE a accueilli des organisations humanitaires multilatérales telles que le Programme des Nations Unies pour le développement, le Mouvement international de la Croix-Rouge et du Croissant-Rouge,, War Child, l'Organisation Mondiale de la Santé, Médecins sans Frontières,l'Université des Nations unies International Institute for Global Health, Caritas Internationalis, des universités et des instituts de recherche tels que l'Institut Européen de Bioinformatique.

### Santé publique et médecine sociale

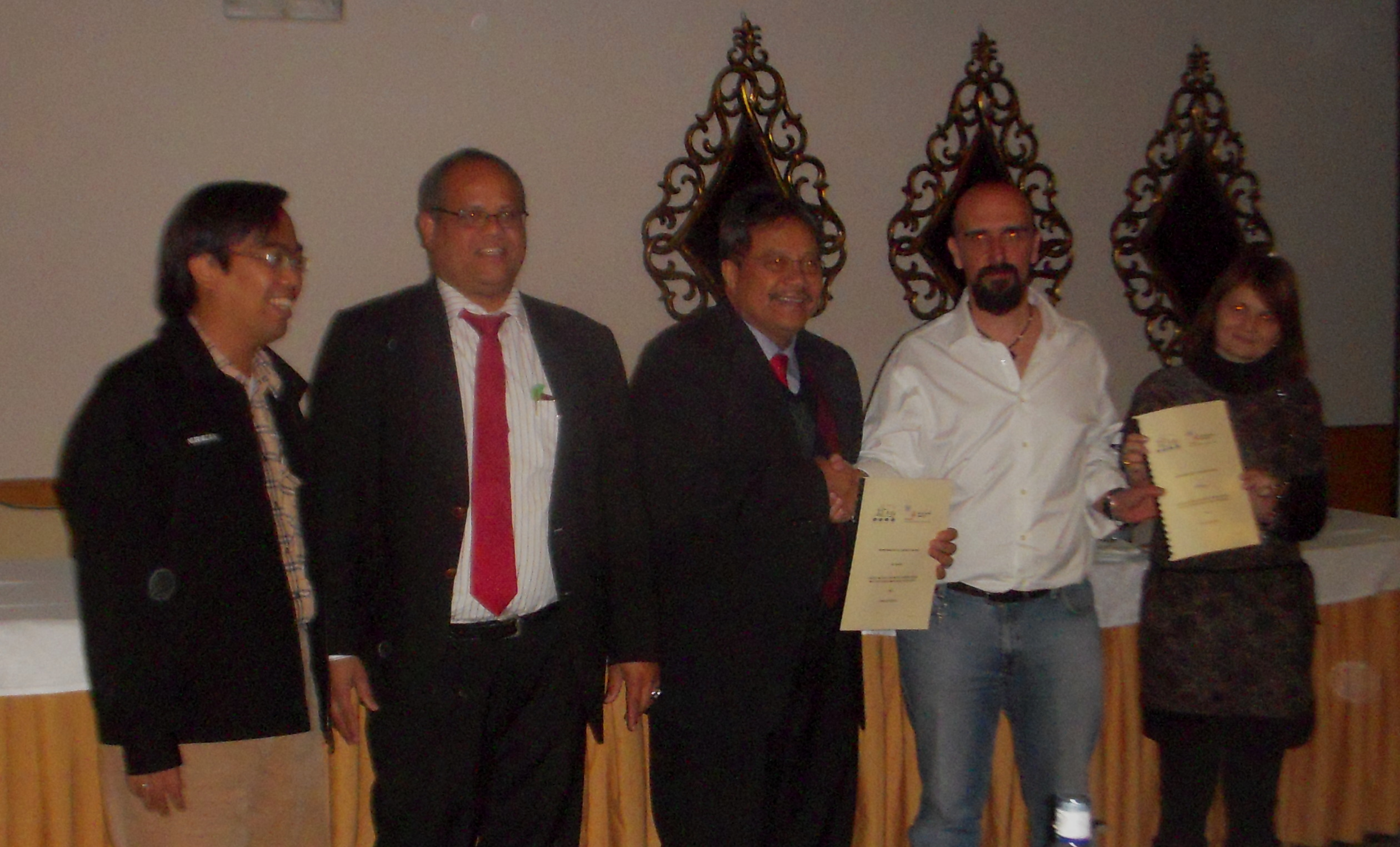
Luis Falcón et Mohamed Salleh lors de la cérémonie après la signature de l'accord entre United Nations University International Institute for Global Health et GNU Solidario

Falcón soutient le modèle de santé publique et l'universalité des soins de santé. Il conçoit la santé comme un "droit humain non-négociable". Il croit fermement à l'adoption du logiciel libre dans le secteur public. Dans une interview il a dit: "J'encourage les gens à demander à leurs politiciens d'adopter des logiciels libres dans le domaine de la santé, parce que la santé est un bien public. Pour cette raison tous les systèmes d'information sur la santé devraient être basés sur des logiciels libres. La santé publique et les logiciels brevetés sont antagonistes ". Falcón se réfère à l'idée de Rudolf Virchow du concept de la médecine en tant que science sociale. Ainsi il monnaies l'aphorisme de Virchow: «La médecine est une science sociale, et la politique n'est rien d'autre qu'une médecine à grande échelle».

### GNU Health
À la suite de l'expérience dans les zones rurales et défavorisées d'Amérique du Sud, il commence à penser que le logiciel libre peut aider les autorités sanitaires et les professionnels à améliorer le système de santé publique. Ces réflexions le conduisent à la création de GNU Health.
Falcón définit GNU Health un "projet social avec un peu de technologie".
GNU Health a été le premier projet de logiciel libre axé sur la santé publique et la médecine sociale. Le 11 novembre 2011, Luis Falcón (président de GNU Solidario) et Mohamed Salleh (directeur de l'Université des Nations unies) signent un accord pour la distribution mondiale du système hospitalier et d'information sanitaire GNU, en particulier dans les pays en développement.
En 2012, le ministère de la Santé de la Jamaïque a décidé d'adopter et de personnaliser GNU Health en tant que registre national de la santé. Comme mentionné dans le Plan stratégique 2014-2018 pour le renforcement du système d'information sanitaire national et la santé en ligne, l'objectif est de «mettre progressivement en œuvre le logiciel libre et open source (FOSS) GNU en tant que nouveau système électronique national de l'administration des patients (ePAS) dans les hôpitaux publics et les centres de santé ".
Falcón soutient que l'université devrait être un point clé non seulement dans l'enseignement de l'informatique de la santé et de la médecine sociale, mais aussi comme promoteur de la sensibilisation communautaire et de la diffusion de la valeur du logiciel libre dans les administrations publiques et dans les soins de santé publique en particulier.
L'Université des Nations unies a dirigé la formation de professionnels de la santé de différents pays. Cet article mentionne que les participants venaient principalement des Ministères de la Santé de Malaisie et d'Indonésie, d'hôpitaux publics et privés, d'universités et même d'organisations non gouvernementales. L'Université de Entre Ríos a été l'une des premières à adopter GNU Health, enseignant à la fois l'informatique médicale et les logiciels libres aux étudiants et aux professionnels,, et mettant en œuvre GNU Health dans divers établissements de santé en Argentine.

## Droits des animaux
Luis Falcón est aussi un activiste des droits des animaux. Dans une interview pour Ethical Magazine, il déclare : « Une société qui asservit, torture et tue d'autres espèces est malade. »
Dans son discours au 12e Symposium international Open Collaboration, OpenSym 2016 à Berlin, il dit que l'élevage intensif et l'industrie de la viande et des produits laitiers sont non seulement inhumains et extrêmement cruels, mais aussi nocifs et négatifs pour l'environnement.

## Prix

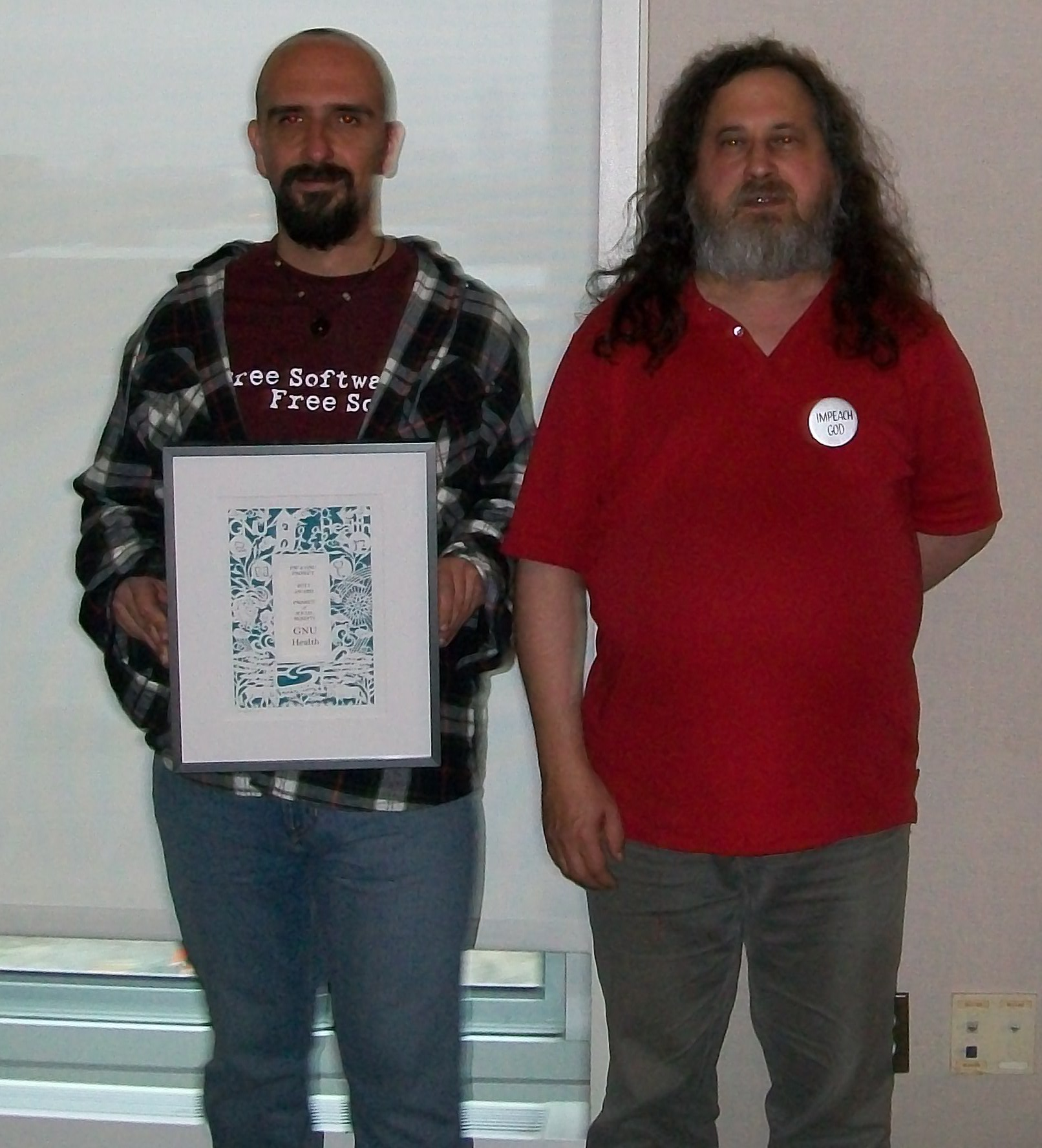
Falcon et Richard Stallman à Libreplanet 2012

- Luis Falcón reçoit le prix 2011 du Social Benefit Award pour le Meilleur Projet de Bien-être Social de la Free Software Foundation pour le projet GNU Health à l'événement LibrePlanet en 2012 à l'Université du Massachusetts à Boston[21]
- Prix de la Fondation Shuttleworth Award 2015 pour son travail sur GNU Health[22]
- Soinderpreis Open Source Business Award (OSBAR) 2016 pour GNU Health[23]